# Saint Peter (Dominica)
Saint Peter é uma das dez paróquias da Dominica. Faz fronteira com Saint John ao norte, Saint Joseph ao sul e Saint Andrew a leste. Tem uma área de 27,7 km² (10.74 mi²) e uma população de 1.452 habitantes, sendo a paróquia menos populosa do país. Colihaut (o maior povoado), Dublanc e Bioche são seus únicos povoados.